# Kaliémie
Cet article possède un paronyme, voir Kalemie.
La kaliémie est la concentration de potassium (K+) dans le plasma sanguin.

## Rôles du potassium
Le potassium est le principal ion intracellulaire, en particulier dans les cellules musculaires. Il existe un très fort gradient de concentration entre le potassium intracellulaire et extracellulaire, entretenu par des pompes situées dans les membranes cellulaires.
Il intervient dans les phénomènes suivants :
- Entretien d'un gradient ionique et donc la polarisation membranaire
- Contraction musculaire
- Automatisme cardiaque

## Régulation
La valeur normale de la concentration en ion potassium plasmatique (mesure effectuée sur prélèvement anticoagulé) est de 3,6  à   5 mmol·L-1
Sur sérum (après activation de la coagulation) le potassium plaquettaire est relargué, les valeurs normales du potassium sont donc plus élevées, dépendantes de la numération plaquettaire.
Le rôle du potassium est capital et son taux doit rester dans une fourchette très précise : l'hypokaliémie mais surtout l'hyperkaliémie peuvent entraîner la mort (par hyperexcitabilité cellulaire, cardiaque notamment). Cependant 98 % du potassium du corps humain est intracellulaire et n'est donc pas mesuré dans la kaliémie.
Certains facteurs influencent le flux potassique :
- Font rentrer les ions K+ dans la cellule (effet hypokaliémiant) :
  - la stimulation béta adrénergique
  - l'insuline
  - l'alcalose
  - l'aldostérone
  - l'hyperkaliémie

- Font sortir les ions K+ de la cellule (effet hyperkaliémiant) :
  - la stimulation alpha adrénergique
  - le glucagon
  - l'hyperglycémie
  - l'acidose
  - l'hypokaliémie
  - Toute lyse cellulaire importante

Le rein reste l'organe majeur de la régulation de la kaliémie. Cet ion est filtré par le glomérule et réabsorbé par le tube contourné proximal et l'anse de Henle, ces deux versants pouvant être adaptés. L'aldostérone, sécrétée par la zone glomérulée de la cortico-surrénale, entraîne l'élimination du potassium.
Par ailleurs les pertes en potassium sont majorées en cas de diarrhées ou lors de la prise de diurétiques.